# Fossieux
Fossieux és un municipi francès, situat al departament del Mosel·la i a la regió del Gran Est. L'any 2007 tenia 162 habitants.

## Demografia

### Població
El 2007 la població de fet de Fossieux era de 162 persones. Hi havia 52 famílies, de les quals 8 eren unipersonals (8 homes vivint sols), 20 parelles sense fills i 24 parelles amb fills.
La població ha evolucionat segons el següent gràfic:
Habitants censats

### Habitatges
El 2007 hi havia 56 habitatges, 55 eren l'habitatge principal de la família i 1 estava desocupat. 54 eren cases i 2 eren apartaments. Dels 55 habitatges principals, 46 estaven ocupats pels seus propietaris i 9 estaven llogats i ocupats pels llogaters; 1 tenia tres cambres, 7 en tenien quatre i 47 en tenien cinc o més. 46 habitatges disposaven pel capbaix d'una plaça de pàrquing. A 27 habitatges hi havia un automòbil i a 24 n'hi havia dos o més.

### Piràmide de població
La piràmide de població per edats i sexe el 2009 era:
| Homes | Edats   | Dones |
| ----- | ------- | ----- |
| 0     | 95 o +  | 0     |
| 0     | 90 a 94 | 0     |
| 0     | 85 a 89 | 0     |
| 0     | 80 a 84 | 0     |
| 8     | 75 a 79 | 12    |
| 0     | 70 a 74 | 0     |
| 0     | 65 a 69 | 0     |
| 0     | 60 a 64 | 0     |
| 0     | 55 a 59 | 8     |
| 0     | 50 a 54 | 0     |
| 4     | 45 a 49 | 4     |
| 12    | 40 a 44 | 12    |
| 0     | 35 a 39 | 0     |
| 4     | 30 a 34 | 8     |
| 4     | 25 a 29 | 4     |
| 4     | 20 a 24 | 0     |
| 4     | 15 a 19 | 8     |
| 20    | 10 a 14 | 8     |
| 0     | 5 a 9   | 8     |
| 0     | 0 a 4   | 8     |

## Economia
El 2007 la població en edat de treballar era de 101 persones, 75 eren actives i 26 eren inactives. De les 75 persones actives 68 estaven ocupades (39 homes i 29 dones) i 7 estaven aturades (4 homes i 3 dones). De les 26 persones inactives 5 estaven jubilades, 8 estaven estudiant i 13 estaven classificades com a «altres inactius».

### Ingressos
El 2009 a Fossieux hi havia 59 unitats fiscals que integraven 161 persones, la mediana anual d'ingressos fiscals per persona era de 18.790 €.

### Activitats econòmiques
Dels 2 establiments que hi havia el 2007, 1 era d'una empresa de construcció i 1 d'una empresa de serveis.
L'únic servei als particulars que hi havia el 2009 era un paleta.
L'any 2000 a Fossieux hi havia 3 explotacions agrícoles.

## Poblacions més properes
El següent diagrama mostra les poblacions més properes.